# Marele Ducat al Lituaniei
Marele Ducat al Lituaniei (în limba lituaniană: Lietuvos Didžioji Kunigaikštystė, în limba belarusă: Вялі́кае Кня́ства Літо́ўскае , în limba ucraineană: Велике Князівство Литовське , în limba poloneză: Wielkie Księstwo Litewskie), mai exact Marele Principat al Lituaniei, a fost un stat din Europa Răsăriteană care a existat între secolele al XIII-lea și al XVIII-lea. Fondat de lituanienii păgâni în a doua jumătate a secolului al XIII-lea, și-a extins aria de cuprindere dincolo de zona inițială de așezare a lituanienilor prin cucerirea unor părți a Rusiei Kievene. Marele Ducat ocupa în perioada de maximă putere din secolul al XV-lea teritorii care astăzi fac parte din următoarele țări: Lituania, Belarus, Ucraina, Polonia și Rusia; era cel mai mare stat din Europa de la acea vreme. După acceptarea Uniunii de la Krewo din 1386, Marele Ducat al Lituaniei a făcut parte dintr-o uniune personală cu Regatul Poloniei. După semnarea Uniunii de la Lublin din 1569, Marele Ducat a intrat într-o federație cunoscută ca Uniunea statală polono-lituaniană. În cadrul federației, Marele Ducat al Lituaniei avea guvern, armată, sistem juridic și buget separate. În 1795, statul polono-lituanian a fost dezmembrat de vecinii mai puternici: Prusia, Imperiul Rus și Imperiul Austriac.
Marele Ducat al Lituaniei era un stat multinațional, care a ocupat un teritoriu uriaș, datorită vacuumului de putere lăsat de prăbușirea statului mongol. La viața sa politică, economică și culturală au participat lituanienii și polonezii catolici, slavii răsăriteni ortodocși și greco-catolici, evreii, armenii, germani, etc. Caracterul multinațional al statului și filozofia cosmopolită a elitelor sale după sfârșitul secolului al XIV-lea a generat în secolele al XIX-lea și al XX-lea o dezbatere asupra problemei moștenirii naționale a Marelui Ducat al Lituaniei. Această dezbatere a implicat istorici din Polonia, Rusia, Lituania și Belarus și a influențat și politica națională din cele patru state. Dezbaterea a ajuns la paroxism în timpul războaielor pentru independență din 1917 – 1920, și a contribuit la acutizarea disputelor locale, precum cele ale liniei Curzon și a politicii în Lituania Centrală.
Expansiunea Marelui Ducat al Lituaniei în Rutenia Albă unea popoare având culturi similare. Ambele popoare, atât strămoșii lituanienilor din ziua de azi cât și cei ai belarușilor se autodenumeau lituanieni în limbile lor, și anume lietuviai în limba lituaniană și litviny în limba belarusă. În acea vreme, prin "lituanian" se înțelegeau două lucruri. Unul dintre ele era locuitor al Marelui Ducat, iar celălalt era cel de vorbitor de limbă lituaniană. Acești lituanieni locuiau nu doar în Lituania modernă, dar și în Prusia Răsăriteană și în spații vaste din Belarusul zilelor noastre. În Prusia Răsăriteană numele era folosit pentru a numi numeroasa minoritate lituaniană (Lithuania Minor), în vreme ce în tărâmurile slave ale Marelui Ducat, numele se referea mai ales la locuitorii țării. În Belarus, belarușii, în special cei catolici, se considerau lituanieni, în vreme ce alte populații, așa cum erau ucrainenii, se considerau ruteni. Însă numărul celor care se considerau lituanieni a scăzut în timp datorită adoptării culturii și limbii poloneze, care erau considerate mai sofisticate. Până în cele din urmă, nobilimea ducatului a ajuns să se considere de etnie poloneză. Naționalismul lituanian și lupta pentru autodeterminare au renăscut în secolul al XIX-lea. Din acel moment, termenul lituanian a început să se fie asociat numai cu vorbitorii de limbă lituaniană. Belarușii, care au declanșat o mișcare de renaștere națională cam în aceeași perioadă, au început să se considere o națiune diferită. 

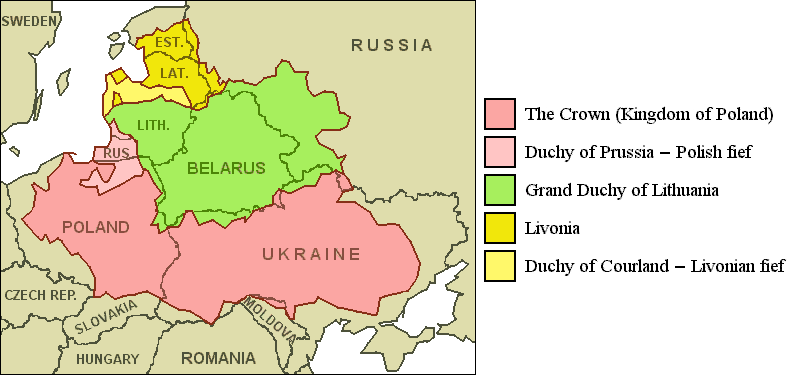
Harta Uniunii statale polono-lituaniene și a subdiviziunilor sale principale, așa cum arăta în 1619, suprapusă peste granițele țărilor din ziua de azi.

## Istoria

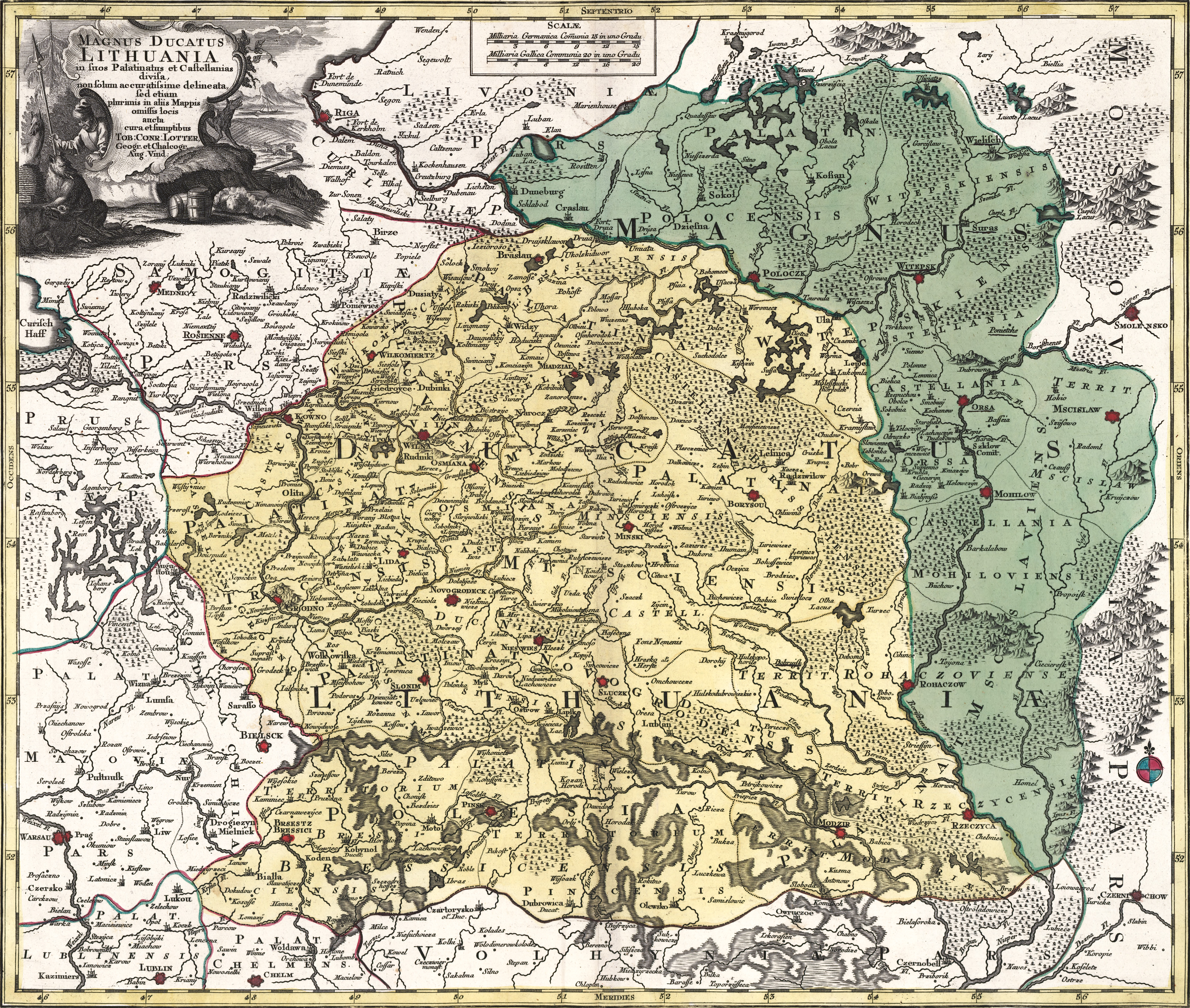
Magnus Ducatus Lithuania, Tobias Lotter, 1780

Dezvoltarea Marelui Ducat al Lituaniei a început în 1238 sub domnia Marelui Duce Mindaugas (ori Mindoŭh în limba belarusă). Mindaugas a fost creștinat în 1252 și a fost încoronat rege al Lituaniei în 1253 (în 1260, el a renunțat la creștinism). După moartea lui a izbucnit o luptă pentru tron între ducii lituanieni, dar statul a supraviețuit. Ducatul a cucerit teritorii în sud și est, încorporând părți întinse din Rutenia. Expansiunea sa teritorială rapidă a început târziu în timpul domniei lui Gediminas (în limba belarusă: Hiedzimin) și a continuat sub diarhia și (conducerea simultană a fiilor săi, Algirdas și Kęstutis). Gediminas a creat un stat centralizat puternic, un imperiu care se întindea de la Marea Neagră până la Marea Baltică. Ușurința cu care a fost clădit acest imperiu poate fi pus pe seama priceperii diplomatice și tactice a marilor duci, dar și pe seama slăbiciunii principatelor rutene. În vreme ce aproape toate statele din jur erau atacate și prădate de mongoli, hoardele lor nu ajuns niciodată în nord, în Lituania, iar teritoriile sale au rămas neatinse. Expansiunea Lituaniei era accelerată și de slabul control al teritoriilor pe care mongolii le cuceriseră. Rutenia nu a fost niciodată încorporată efectiv în Hoarda de Aur, în schimb a fost un stat vasal cu un grad de independență destul de ridicat. Dezvoltarea Lituaniei s-a produs într-un moment ideal pentru expansiune, când rutenii erau capabili doar de o opoziție neînsemnată, iar puterea mongolilor era în descreștere.
Statul Lituanian nu a fost clădit numai prin agresiune militară. Existența sa a depins de diplomație cel puțin în aceeași măsură în care a depins de acțiunile armate. Cele mai multe orașe anexate nu au fost cucerite prin luptă, ci au fost de acord să devină vasalii Lituaniei. Cum aceste orașe erau deja vasalii Hoardei de Aur sau ai Principatului Moscovei, decizia de a accepta suzeranitate lituaniană nu era una care să pună în discuție independența, ci era aceea de a schimba un stăpân mai dur cu unul mai tolerant și mai puternic. Așa a fost cazul Novgorodului, care a acceptat pentru o perioadă să se afle în sfera de influență lituaniană, fără ca armatele lituaniene să fi atacat vreodată orașul. Mai degrabă, controlul lituanian a fost înlesnit de fricțiunile interne dintre conducătorii orașului, dintre cei care doreau să scape de dominația Moscovei și cei care doreau să rămână în sfera de influență moscovită. Această metodă de edificare a statului s-a dovedit până în cele din urmă instabilă. Schimbările din politica internă a unui oraș puteau scoate localitatea de sub controlul lituanian, așa cum s-a întâmplat în cele din urmă în cazul Novgorodului sau a altor orașe rutene.

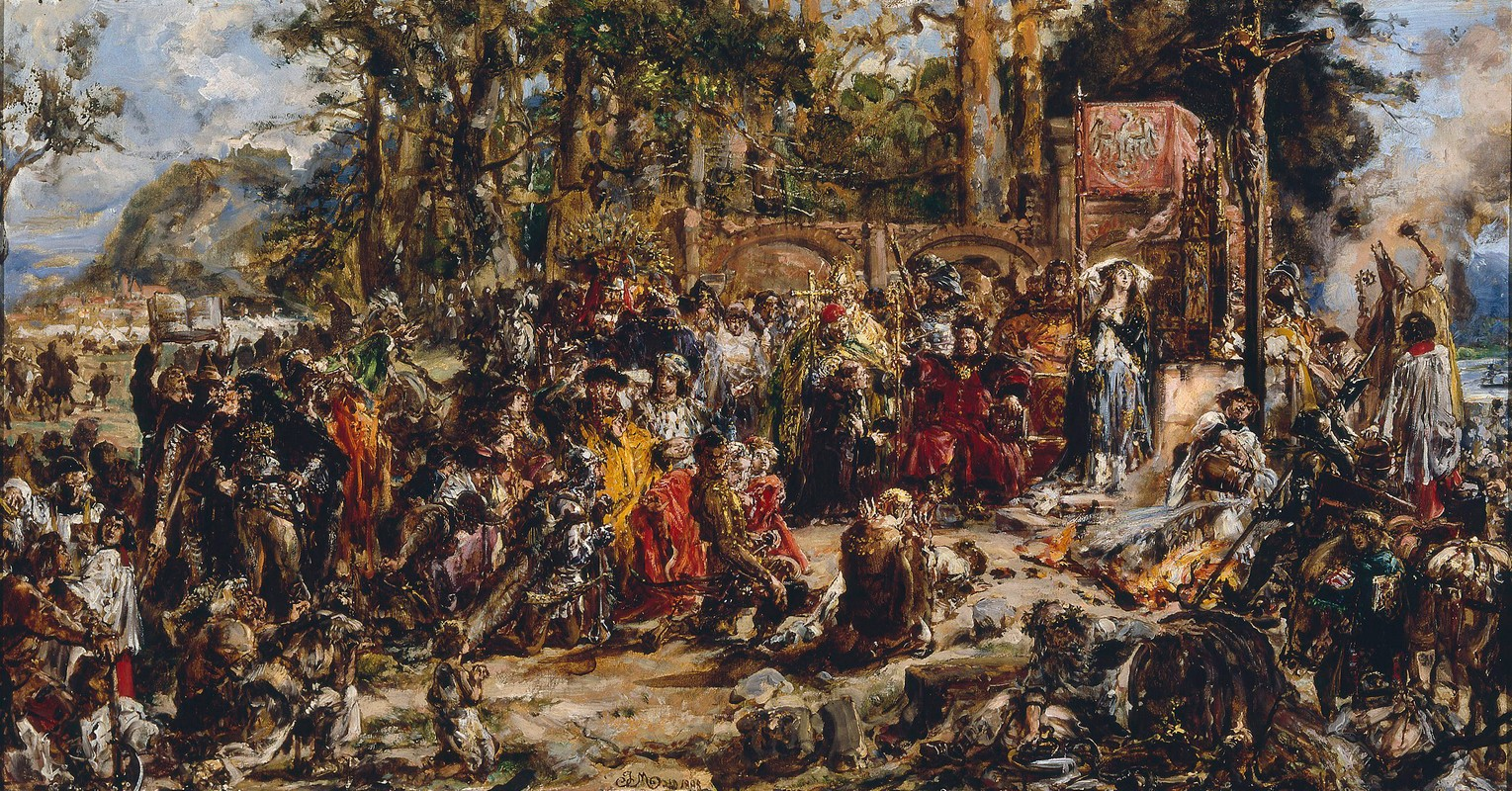
"Creștinarea lituanienilor din 1387", ulei pe pânză de Jan Matejko, 1889, Palatul Regal din Varșovia.

Lituania a ajuns la apogeul puterii sale sub Vytautas cel Mare (Vitaŭt, Vitovt, Witold), care a domnit între 1392 și 1430. Rapida expansiune a Principatului Moscovei i-a adus pe cei doi vecini pe poziții de rivalitate, iar, după anexarea Novgorodului din 1478, Moscova a devenit puterea dominantă în Europa de Nord Est. Între 1492 și 1508, țarul Ivan al III-lea a cucerit o parte din Rutenia aflată până atunci sub controlul exclusiv al Lituaniei. Pierderile teritoriale în fața Moscovei și continua presiune a statului rus aflat în expansiune au fost o adevărată amenințare pentru statul lituanian, care a fost astfel obligat să facă o alianță mai strânsă cu Regatul Poloniei, până a ajunge la statul federal al Respospolitei după acceptarea Uniunii de la Lublin. Marele Ducat al Lituaniei a păstrat numeroase drepturi în acest stat federativ, inclusiv guvern, buget și armată separate. Statutul federal a fost desființat de Constituția de la 3 mai 1791, când trebuia să devină o singură țară, o uniune statală, sub un singur monarh, un singur parlament și fără vreo autonomie lituaniană. La scurt timp după aceea, caracterul unitar al statului a fost confirmat prin adoptarea Garanției Reciproce a Două Națiuni.
Cu toate acestea, statul recent reformat a fost invadat de Rusia în 1792 și împărțit între statele vecine. A rămas doar un stat trunchiat (ale cărui orașe principale erau Cracovia, Varșovia și Vilnius), care era în principiu independent. După revolta lui Kościuszko, teritoriul a fost complet împărțit între Imperiul Rus, Regatul Prusiei și Austria în 1795.

## Demografie
Limbile oficiale ale Marelui Ducat al Lituaniei au fost limba ruteană, (numită limba belarusă veche de către belaruși și limba slavonă de cancelarie de către lituanienii), limba poloneză și limba latină. Limba ruteană a fost folosită până în 1697 pentru redactarea corespondenței cu țările răsăritene sau a unor acte oficiale precum au fost Lietuvos Didžiosios Kunigaikštystės statutai – Codurile de legi, după care a fost înlocuită de limba poloneză. Latina era folosită în relațiile cu țările occidentale.
Cum sentimentul național nu era atât de dezvoltat, nobilii care migrau dintr-un ținut în altul se adaptau realităților locale și adoptau limba și cultura noului cămin. De aceea, șleahticii lituanieni care s-au mutat în regiunile locuite preponderent de slavii răsăriteni au adoptat după o vreme cultura acestora din urmă.
În momentul apariției Marelui Ducat, etnicii lituanieni formau aproximativ trei sferturi din populația țării. Odată cu ocuparea de noi teritorii slave, proporția de lituanieni a scăzut până spre o treime din totalul populației. Alte etnii din Marele Ducat erau evreii lituanieni și tătarii. Numărul slavilor răsăriteni ajunsese atât de importante în ducat, încât limbile vorbite de aceștia erau folosite pentru redactarea legilor. Acesta este motivul pentru care Marele Ducat al Lituaniei este considerat de multe ori un stat slav, alături de alte țări precum Polonia și Rusia.

## Armata
În ciuda numeroaselor achiziții teritoriale pașnice din Rutenia, ducatul putea face apel la forța militară, care era atât de mare, încât era singura din Europa Răsăriteană care putea face față cu succes Hoardei de Aur. Aproape de fiecare dată când mongolii au încercat să oprească expansiunea statului lituanian, hoardele au fost înfrânte. În 1333 și 1339, lituanienii au reușit să învingă forțe importante mongole care au încercat să recucerească Smolenskul. Chiar și atunci când erau victorioși, mongolii nu-i puteau opri multă vreme pe lituanieni din înaintarea lor. Victoria Hoardei de Aur din 1399 nu a făcut decât să întârzie înaintarea lituanienilor către Marea Neagră. Datorită victoriilor lituanienilor, mongolii nu au mai putut să-și exercite în mod eficient controlul militar asupra nord-vestului Rusiei, acesta fiind în parte motivul pentru care orașe precum Smolensk, Pskov, Novgorod și Polațk nu au fost niciodată devastate de atacurile Hoardei.

## Religia
După creștinarea din 1252 și încoronarea din 1253 a regelui Mindaugas, Lituania a fost considerată stat creștin până în 1260, când Mindaugas a renunțat la creștinism. Până în 1387, nobilii lituanieni au fost păgâni, profesând o religie bazată pe credințele că divinitatea se regăsește în fenomenele naturale. Credințele păgâne au supraviețuit multă vreme în fața presiunilor misionarilor și puternicilor zilei. Chiar și în secolul al XVII-lea se mai puteau regăsi relicve ale practicilor păgâne, așa cum erau oferirea de ofrande șerpilor sau oferirea de hrană strămoșilor în cimitire. Dacă pe teritoriile Belarusului și Ucrainei din zilele noastre, atât majoritatea populației de rând cât și a nobililor erau de credință ortodoxă, (iar după Uniunea de la Brest din 1596 de credință greco-catolică), populația Lituaniei s-a convertit la catolicism în 1387.

## Cultura
Universitatea din Vilnius, una dintre cele mai vechi universități din Europa de Răsărit, a fost fondată de Ștefan Bathory, Rege al Poloniei și Mare Duce al Lituaniei, în 1579. Datorită strădaniilor iezuiților în timpul Contrareformei, universitatea a devenit unul dintre cele mai importante centre culturale și științifice ale regiunii.

## Moștenirea

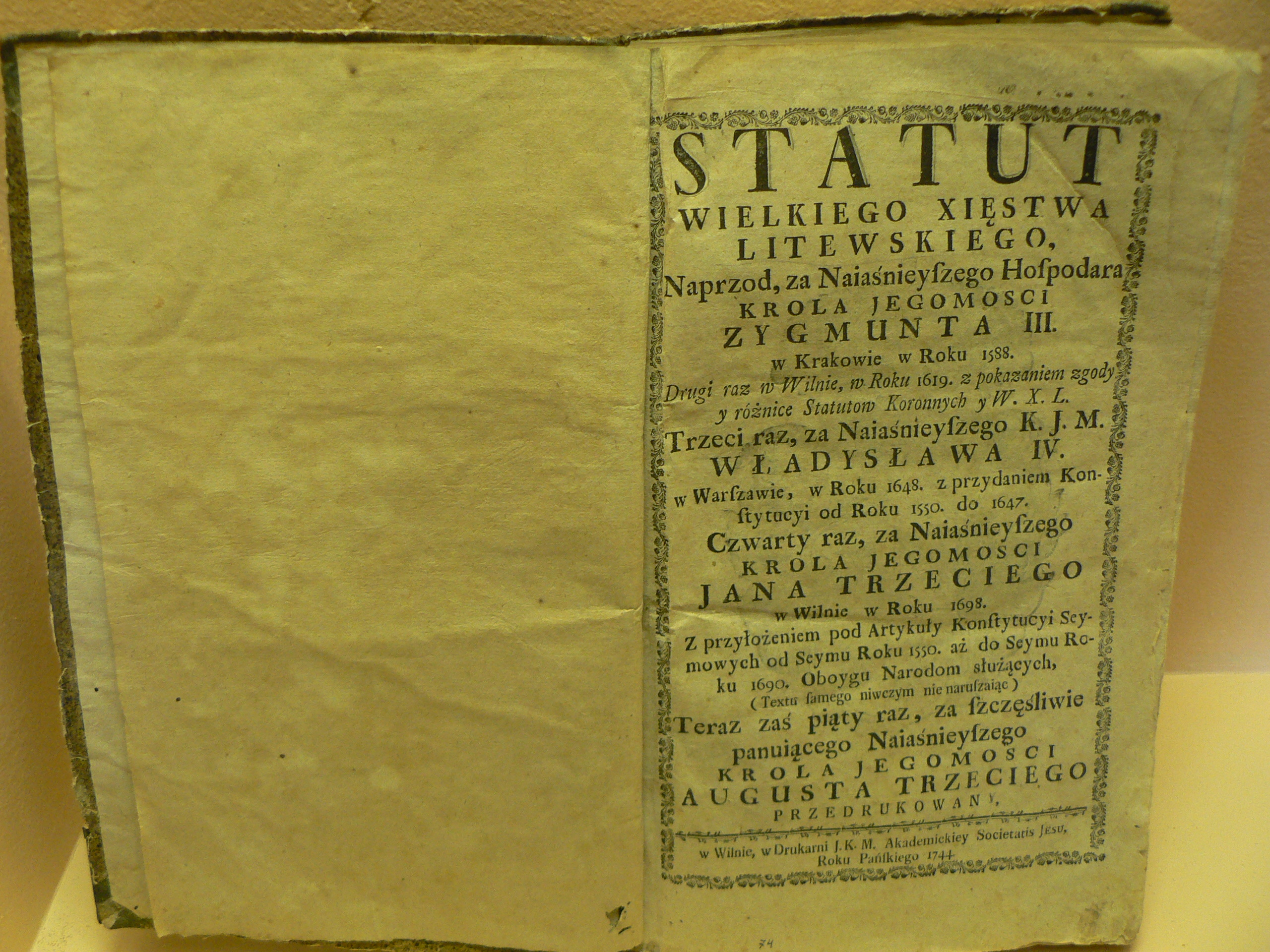
Codul de legi al Marelui Ducat al Lituaniei

În conformitate cu părerile unor istorici, în special ruși, unul dintre efectele cele mai importante ale cuceririlor lituaniene a fost împărțirea etnică a locuitorilor fostei Rusii Kievene – slavii estici. După ce mongolii au cucerit aproape întreaga Rutenie, ei au încercat să păstreze populația slavă unită. Venirea triburilor baltice care atacau Masovia l-a făcut pe ducele Konrad de Masovia să-i invite pe Cavalerii Teutoni să se așeze în zonele Prusiei Răsăritene. Luptele dintre triburile baltice și teutoni le-au oferit triburilor lituaniene timpul necesar să se unească. Datorită prezenței puternicilor vecini din sud și nord, nou formatul stat lituanian și-a concentrat efortul expansionist militar și diplomatic aproape exclusiv spre răsărit. Principatele belaruse au devenit parte a statului lituanian chiar de la începutul procesului de expansiune. Teritoriile ucrainene au fost cucerite mai târziu de polonezi. Ocuparea teritoriilor locuite de slavii de răsărit de două puteri diferite a creat diferențe care au persistat până în zilele noastre. Conforma acestor păreri, dacă în timpul existenței Rusiei Kievene se puteau remarca unele diferențe regionale, ocuparea de către lituanieni a părților de sud și vest a Ruteniei a dus la divizarea definitivă a populație slave în ruși, belaruși și ucraineni.
Această teorie este foarte controversată, deoarece pe baza ei se poate afirma că motivul care a dus la formarea unui stat separat rusesc a fost dominația culturală și politică a mongolilor asupra Principatului Moscovei. Dacă se pune astfel problema, influența mongolă este cea care a determinat diviziunea locuitorilor Ruteniei în cele trei etnii din ziua de azi: rușii, ucrainenii și belarușii.
Divizările etnice și lingvistice între locuitorii Ruteniei par a fi mai vechi decât momentul cuceririi zonei de către lituanieni. Mai trebuie spus că, până în secolul al XX-lea, frontierele etnice și lingvistice dintre ucraineni, belaruși și ruși nu au corespuns cu frontierele politice.